# Peutingerhaus

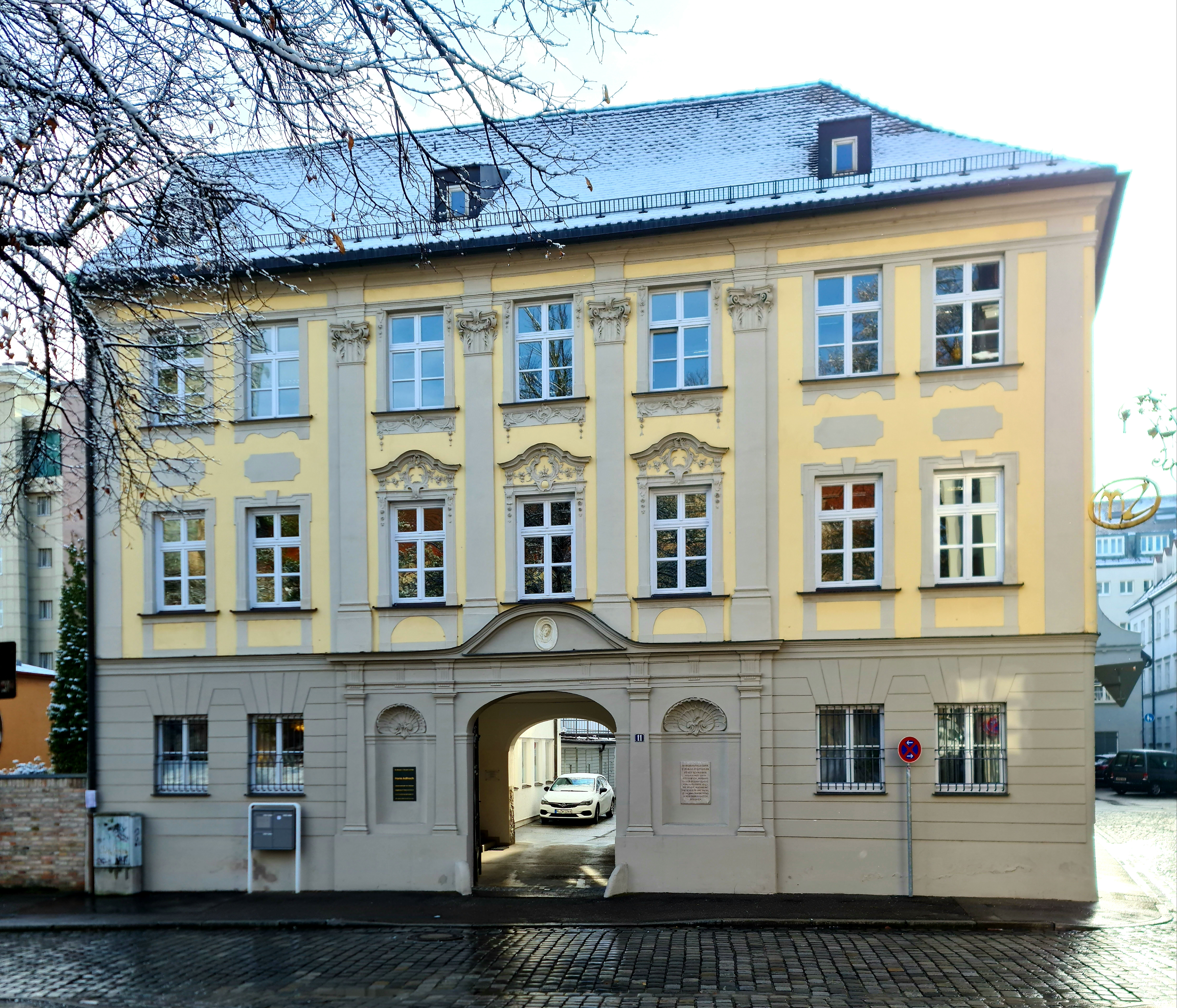
Die nördliche Schaufassade

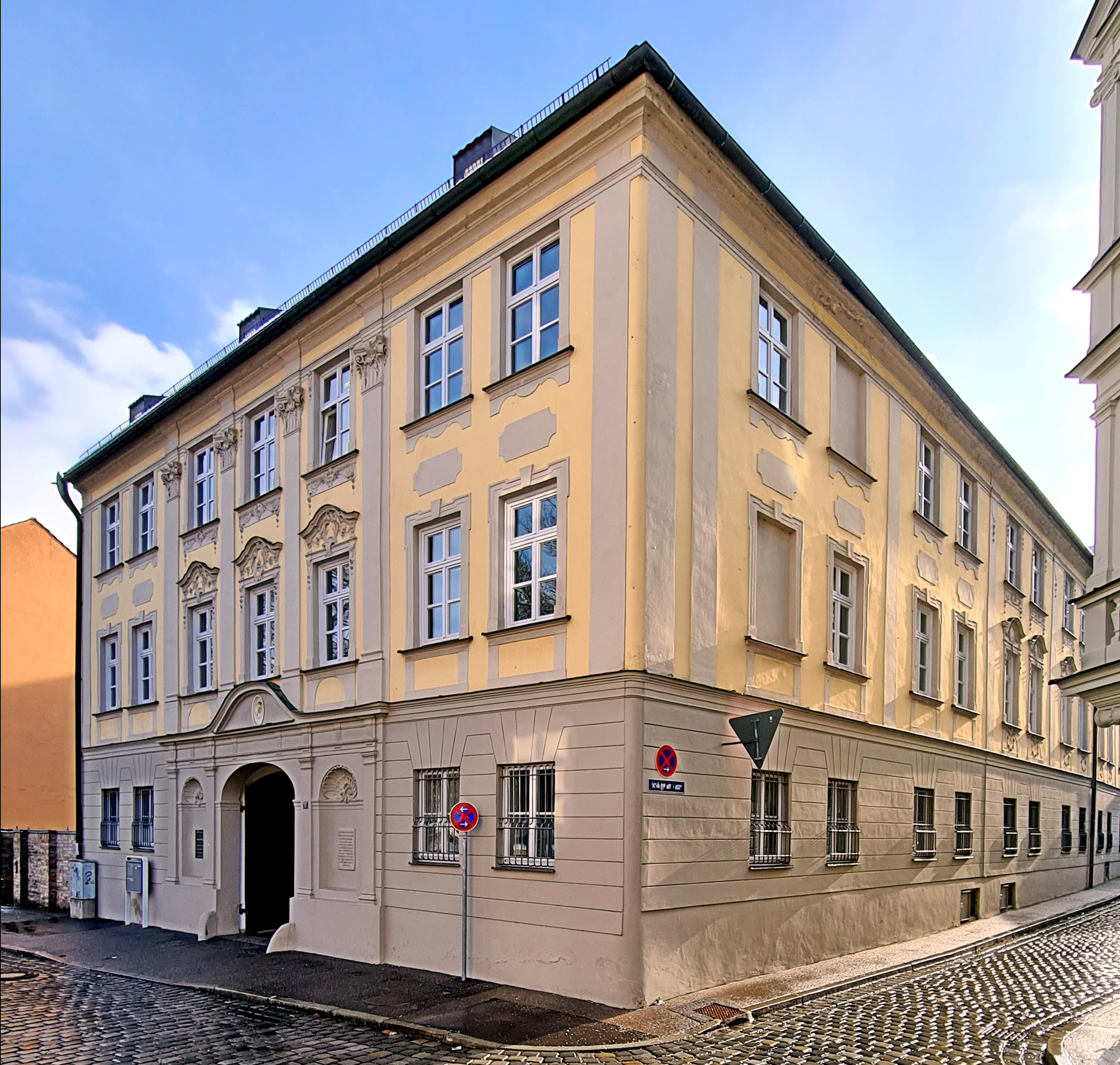
Eckansicht

Das Peutingerhaus in Augsburg diente ab 1515 als Wohnsitz des Humanisten und Stadtschreibers Konrad Peutinger (1465–1547). Das im Kern noch aus dem Mittelalter stammende Gebäude wurde im 18. Jahrhundert umgebaut. In den Wänden der Tordurchfahrt und des Innenhofs  befinden sich einige römische Grabsteine und ein Stein aus dem Mittelalter mit hebräischer Inschrift, die der passionierte Antikensammler Peutinger dort einmauern ließ.

## Lage
Das Peutingerhaus befindet sich in der Peutingerstraße nahe der Römermauer vor dem Augsburger Dom.

## Geschichte
Seit dem 14. Jahrhundert gehörte das neben dem Dombezirk gelegene Grundstück der Familie Ilsung. 1515 erwarb Konrad Peutinger das dort stehende Wohngebäude als Wohnsitz für sich und seine vielköpfige Familie. Der hoch angesehene Jurist und Patrizier empfing dort zahlreiche hochrangige Gäste, so etwa 1518 den Reformator Martin Luther.
Das geräumige, palaisartige Gebäude bot genügend Raum für Peutingers umfangreiche Privatbibliothek und seine Sammlungen antiker Steinmonumente, Münzen, Gemälde, Druckgrafiken und Kunstobjekte. Im Haus wurde auch die berühmte Tabula Peutingeriana aufbewahrt, eine spätrömische Straßenkarte aus der zweiten Hälfte des vierten Jahrhunderts n. Chr., die zum Weltdokumentenerbe der UNESCO zählt.
Große Teile von Peutingers Bibliothek befinden sich im Besitz der Bayerischen Staatsbibliothek in München und der Studienbibliothek Dillingen. Die Tabula Peutingeriana gelangte über die Kaiserliche Hofbibliothek in Wien an die Österreichische Nationalbibliothek. Von den übrigen Sammlungen sind nur noch wenige Stücke nachweisbar. An Ort und Stelle verblieben nur die in der Tordurchfahrt und dem Innenhof eingemauerten römischen Grabmonumente und eine Steintafel mit einer hebräischen Inschrift am Rückgebäude.
Um 1750 kaufte der Arzt Ignaz Xaver Frank das Haus von den Nachkommen Peutingers und begann mit einem repräsentativen Umbau des Komplexes. Die beiden Flügel wurden hinter einer gemeinsamen Fassade mit Pilastergliederung zusammengefasst.
1871 verlegte der Drucker Philipp Jakob Pfeiffer seinen Betrieb in das Palais. 1889 wurde dort der Altphilologe Rudolf Pfeiffer geboren.

## Beschreibung

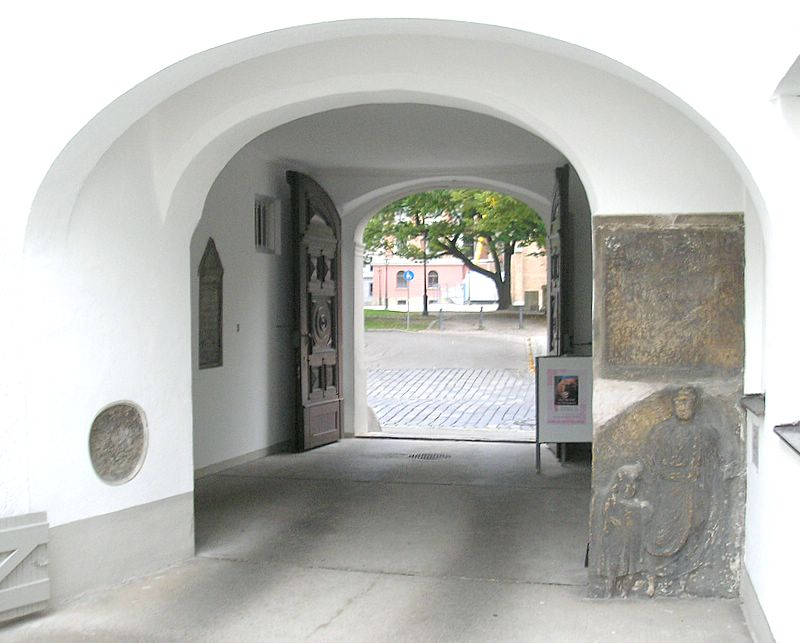
Die Torhalle nach Norden

### Das Gebäude
Den beiden Flügeln des Hauptbaues wurde 1763 eine Rokokofassade vorgeblendet. Die eigentliche Schaufassade ist die kürzere Nordfront gegen den ehemaligen Domfriedhof, der im 19. Jahrhundert zum Paradeplatz umgestaltet wurde. Nordöstlich des Peutingerhauses stand bis 1808 die ehemalige Tauf- und Seelsorgekirche St. Johannes, deren Fundamente als archäologisches Fenster freigelegt und teilweise aufgemauert wurden.
Die Nordfassade ist reicher gegliedert als die lange Nordfront. Auf dem genuteten Erdgeschoss dieses Eingangsflügels sitzen zwei Obergeschosse. Über dem Portal steigt ein Mittelrisalit mit Pilastern auf. Der flache Rundbogen des Eingangs ist von einer Giebelblende bekrönt, in die ein Medaillon mit einer Muttergottesdarstellung eingelassen ist. Seitlich flankieren je zwei Pilaster flache Inschriftennischen mit Muschelkalotten, die wohl auf die im 16. Jahrhundert sehr bekannte Epigramm-Sammlung Peutingers Bezug nehmen.
Im Bereich des Risalites sind die drei Fenster des ersten Obergeschosses mit Rocaillekartuschen abgeschlossen. Die lange Westseite ist ähnlich gegliedert, zeigt aber keinen Risalitvorsprung. Beide Flügel sind von niedrigen Walmdächern bedeckt.
Im Inneren ist eine vierläufige Treppe mit Holzbalustern erhalten, die wohl im dritten Viertel des 18. Jahrhunderts eingebaut wurde.

### Die Steindenkmäler
Durch die Einfahrt mit Korbbogen gelangt man in den schmalen Innenhof, der im Süden und Osten durch niedrigere Nebengebäude begrenzt ist. In die Wände der Eingangshalle sind einige spätrömische Inschriftensteine eingelassen. Der südliche Querbau trägt eine Tafel mit einer Inschrift (1445), die als erste hebräische Nachricht nach der Ausweisung der Augsburger Juden im Jahre 1440 gilt.
Das bedeutendste Steinmonument des Peutingerhauses ist ein spätkaiserzeitliches Steinpfeilergrabmal ohne Schuppendach, das ungeschützt als Prellstein in der inneren Tordurchfahrt steht. Zwei weitere figurale Grabsteine aus der Eingangshalle wurden geborgen und ins Römische Museum in der ehemaligen Dominikanerkirche überführt.

Die Inschriften der Steindenkmäler seiner Privatsammlung wurden von Peutinger im Jahr 1520 publiziert. Bereits 1505 hatte Peutinger 23 römische Inschriften aus Augsburg veröffentlicht.

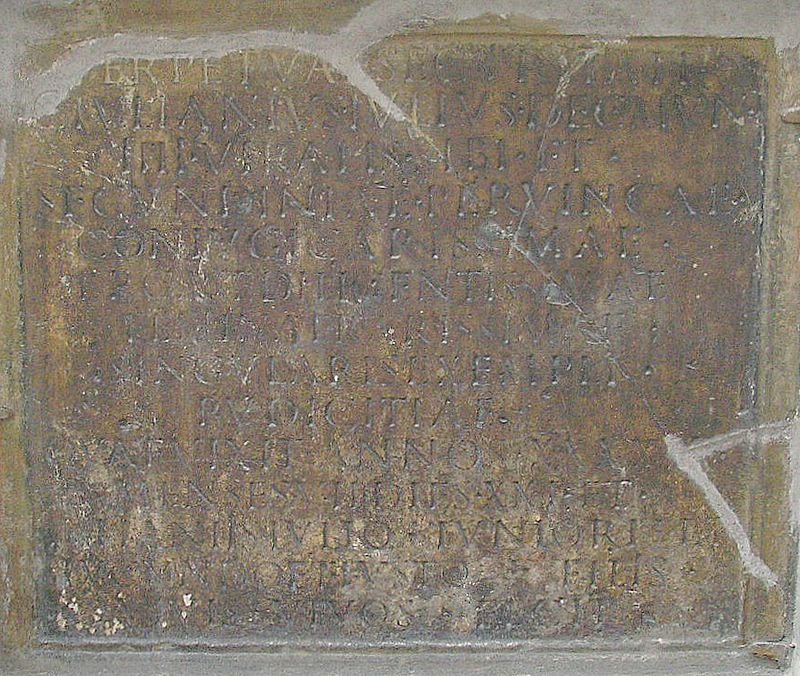
Römische Inschriftentafel im Innenhof
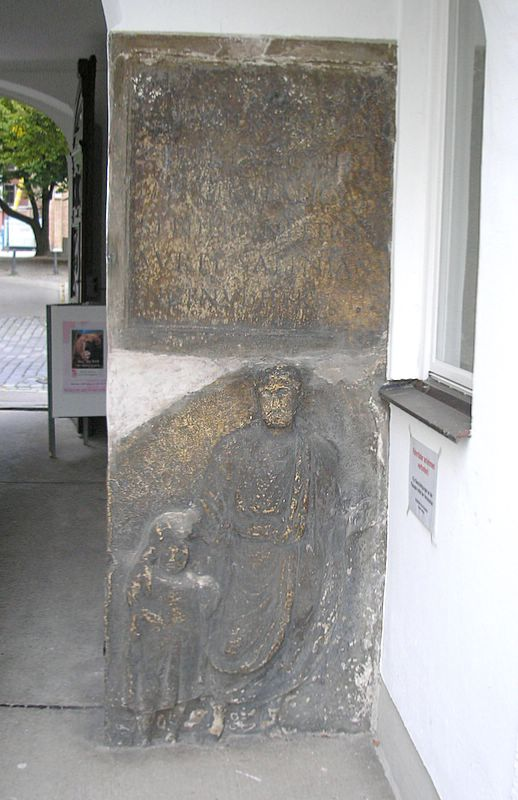
Grabpfeilermonument in der Durchfahrt
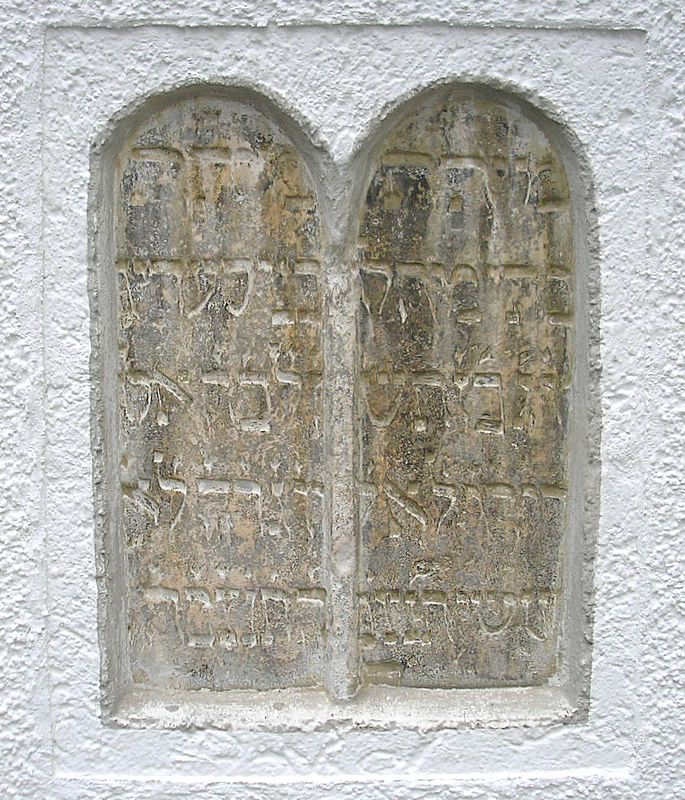
Mittelalterliche Spolie mit hebräischer Inschrift